# شهرستان نووسلیتسکی
شهرستان نووسلیتسکی (به لاتین: Novoselitsky District) یک شهرستان در روسیه است که در سرزمین استاوروپول واقع شده‌است.